# Вервеківка
Вервеківка (рос. Вервековка) — село у Росії, Богучарському районі Воронізької області. Входить до складу Поповського сільського поселення.
Населення становить 499 осіб (221 чоловічої статі й 278 — жіночої) за переписом 2010 року.

## Історія
Станом на 1880 рік у колишній державній слободі Залиманської волості разом із колишньою приміською слободою Залиман й хутором Лисогірка мешкало 3660 осіб, налічувалось 362 дворових господарства, існували православна церква, школа, 3 шкіряних заводи, 3 вівчарних заводи, 22 вітряних млини.
За переписом 1897 року кількість мешканців зросла до 799 осіб (371 чоловічої статі та 428 — жіночої), з яких всі — православної віри.
824 особи (389 чоловічої статі та 435 — жіночої) переважно українського населення, налічувалось 295 дворових господарств, існувала школа грамоти.

## Населення
| 2000 | 2005 | 2010 |
| ---- | ---- | ---- |
| 495  | ↘486 | ↗499 |